# Pokój Nikiasza
Pokój Nikiasza podpisany w 421 p.n.e. kończący pierwszy okres II wojny peloponeskiej (431 p.n.e. – 421 p.n.e. tzw. okres archidamijski). Pokój podpisano po zwycięstwach Spartan w walce o kolonie greckie. Miał on obowiązywać przez 50 lat, przywracając stan sprzed wojny.
Szczegółowe postanowienia były następujące: miasta Wybrzeża Trackiego miały wrócić do Aten, Sparta zrzekała się Amfipolis, Ateńczycy mieli opuścić tereny zajęte na Peloponezie (Pylos), oraz u jego wybrzeży (wyspa Kytera), miała nastąpić obustronna wymiana jeńców. Sprawy sporne rozpatrywać miał sąd rozjemczy. Układ został zaprzysiężony przez przedstawicieli układających się stron, miał być odnawiany co roku, a jego tekst umieszczono na kamiennych stelach wystawionych w Olimpii, Delfach, na Istmie Korynckim, na Akropolu ateńskim oraz w świątyni Amyklaj w Sparcie. Równocześnie Ateny i Sparta zawarły sojusz zaczepno-odporny zobowiązujący obie strony do wzajemnej pomocy w razie napaści państwa trzeciego, ponadto Ateny miały wspierać Spartę w razie buntu helotów.
W wyniku nierespektowania pokoju przez obie strony przetrwał on jedynie do 415 p.n.e.